# Andrenosoma queenslandi
Andrenosoma queenslandi là một loài ruồi trong họ Asilidae. Andrenosoma queenslandi được Ricardo miêu tả năm 1918.